# Gewinnnormativ
Das Gewinnnormativ bezeichnete in der DDR eine statistisch-ökonomische Kennziffer, die zur langfristigen Planung des Gewinns in den Betrieben verwendet wurde.
Sie sollte die Betriebe, Kombinate und VVB auf eine den jeweiligen Bedingungen des Zweiges entsprechende, stabil wachsende Effektivität orientieren. Es wurden Normative für die Erwirtschaftung und solche für die Verwendung des Gewinns unterschieden. Normative für die Gewinnerwirtschaftung waren Kennziffern, in denen Effektivitätsforderungen fixiert wurden, zum Beispiel das Verhältnis zwischen dem zu erwirtschaftenden Gewinn und den vorgeschossenen Fondsmitteln.
Zu den Normativen der Gewinnverwendung gehörten die Normative für den Produktionsfondsabgabe, Nettogewinnabführung(Nettogewinnabführungsnormativ) und Prämienfonds.